# Yuan Fuli
Yuan Fuli, född 1893, död 1987, var en kinesisk geolog och arkeolog. Utbildad vid Columbia New York. 
Yuan Fuli deltog i Johan Gunnar Anderssons undersökningar i Kina under åren 1920-1925. Bland annat var han med och grävde ut den boplats i Henanprovinsen som sedan gav namn åt Yangshaokulturen samt boplatser och gravar i Gansu som gav namn till Majiayaokulturen. Det var också Yuan Fuli som uppmärksammade Andersson på likheterna mellan de trebenta Yangshaokärlen och bronstripoder från Zhoudynastin samt att själva skrifttecknet för ordet lì (också uttalat gé) som används för ett slags kokkittel, var ett piktogram, alltså ett tecken som föreställer det som tecknet berättar om. Det piktogrammet var likt de trebenta keramikkärl som hittats i Yangshao.
Efter sin tid med Andersson fortsatte Yuan Fuli med arkeologiska utgrävningar. Han deltog 1926 i utgrävningar i Shanxiprovinsen i en expedition som finansierades av Free Gallery i Washington. Han hade vid denna tid också börjat undervisa vid Qinghuauniversitetet. Han deltog sedan i Sven Hedins stora expedition 1927-1935.